# نيفيل رايت
نيفيل رايت (بالفرنسية: Neville Wright)‏ (و. 1980  م) هو متزلج جماعي، ومنافس ألعاب قوى كندي، ولد في إدمونتون، شارك في الألعاب الأولمبية الشتوية 2010، والألعاب الأولمبية الشتوية 2014.

## روابط خارجية
- نيفيل رايت على موقع الاتحاد الدولي لألعاب القوى (الإنجليزية)
- نيفيل رايت على موقع IBSF (الإنجليزية)
- نيفيل رايت على موقع اللجنة الأولمبية الدولية (الإنجليزية)
- نيفيل رايت على موقع أوليمبيديا (الإنجليزية)
- نيفيل رايت على موقع اللجنة الأولمبية الكندية (الإنجليزية)